# Judit Simics
Judit Simics-Zsemberi; z d. Simics (ur. 28 września 1967 w Mohaczu) – węgierska piłkarka ręczna, wielokrotna reprezentantka kraju.
Jej największym osiągnięciem był srebrny medal olimpijski, zdobyty w 2000 r. w Sydney.
Zdobyła również mistrzostwo Europy w 2000 r. w Rumunii oraz brązowy medal mistrzostw Europy 1998.